# Ligne de Caen à Laval
La ligne Caen - Laval est une ancienne ligne commerciale française de chemin de fer, qui traversait les départements du Calvados, de l'Orne et de la Mayenne.
Elle reliait entre elles les villes de Caen et Laval par Flers, et plus largement les villes de Caen et Angers grâce à la ligne Laval - Angers qui faisait suite. Elle permettait ainsi de connecter la Normandie à l'Anjou par le Maine.
Il ne s'agit pas d'une ligne au sens infrastructure mais au sens commercial, le parcours entre les deux villes empruntant en réalité plusieurs tronçons de lignes successives.

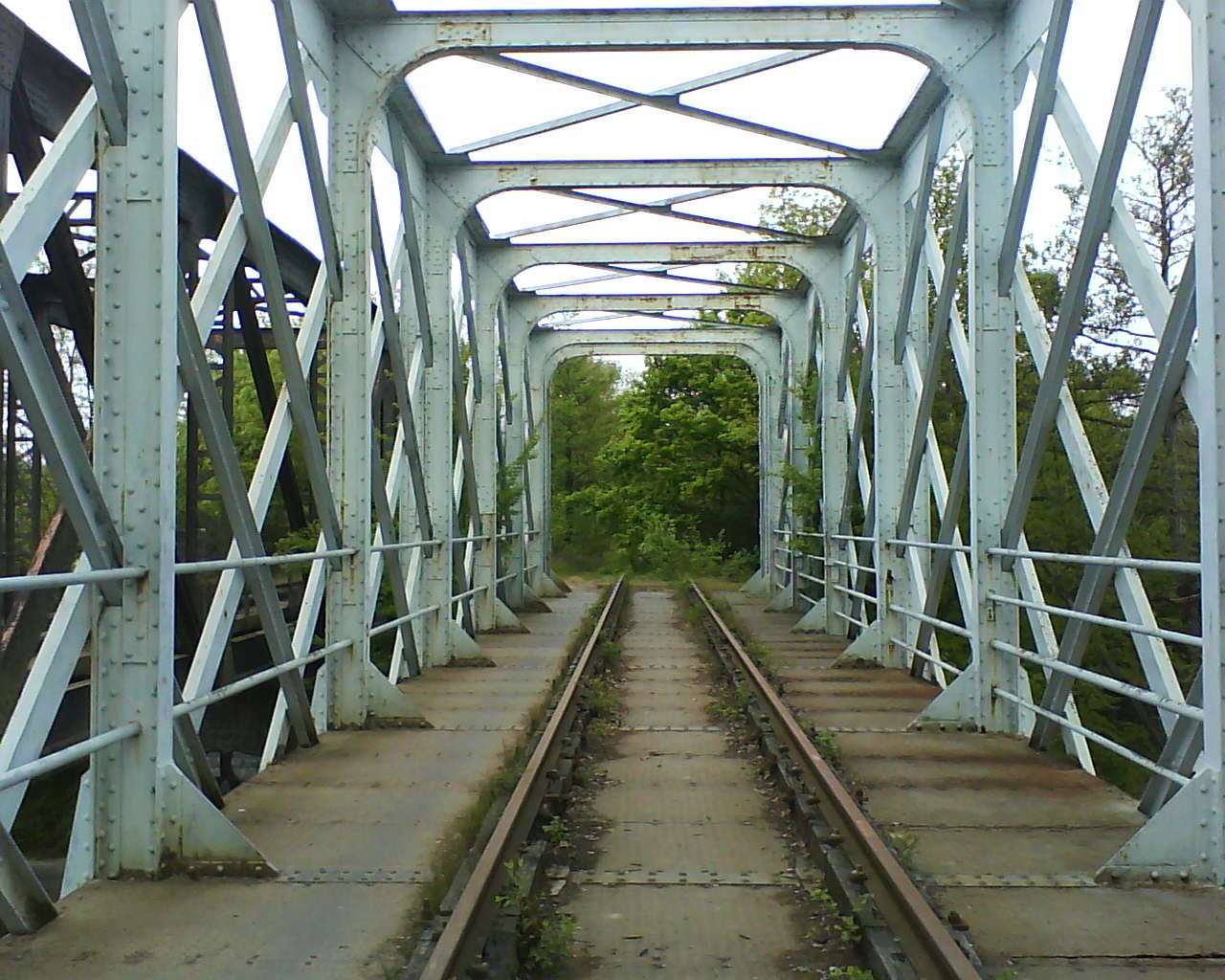
Viaduc de Fleury sur Orne (14)
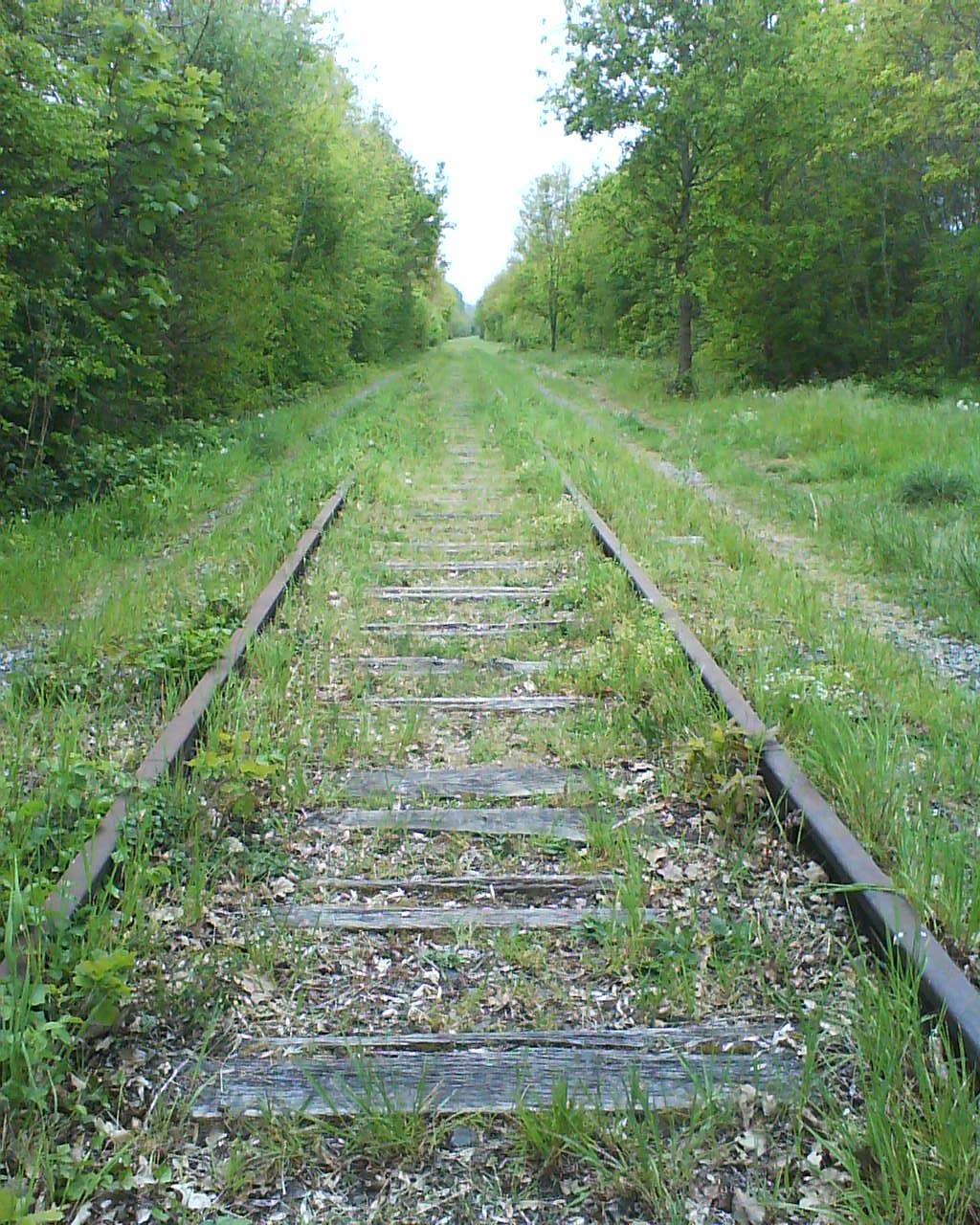
Vestige de la ligne à Fleury sur Orne (14)

## Infrastructures

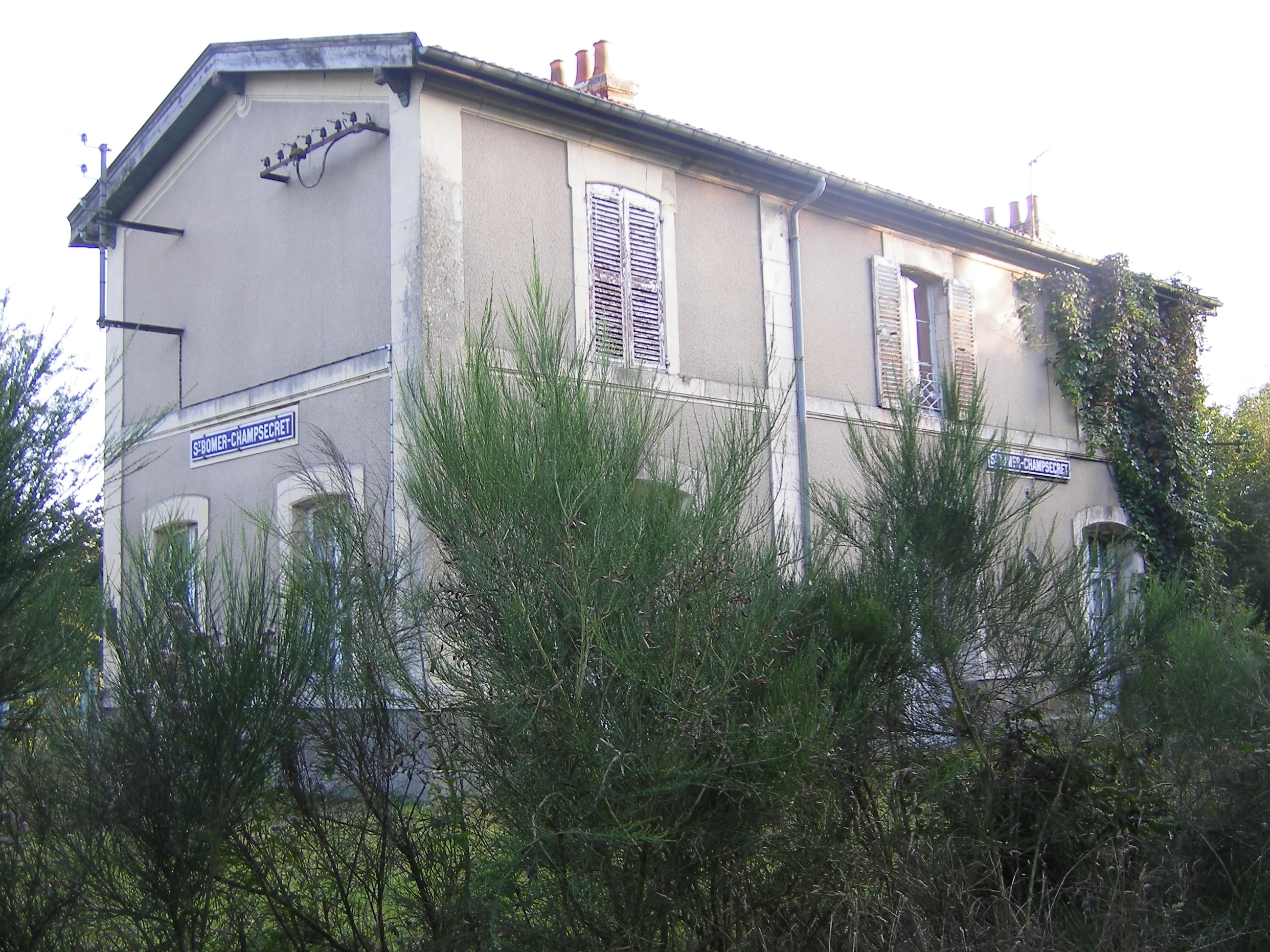
Gare de Saint-Bomer - Champsecret

Elle empruntait quatre lignes ou sections de ligne du réseau ferré national :
- ligne de Caen à Cerisy-Belle-Étoile,
- ligne d'Argentan à Granville entre Cerisy-Belle-Étoile et Flers,
- ligne de La Chapelle-Anthenaise à Flers,
- ligne de Paris-Montparnasse à Brest entre La Chapelle-Anthenaise et Laval.

## Histoire

### Mise en service
- 6 novembre 1866 : ouverture du tronçon (Laval) La Chapelle-Anthenaise - Mayenne ;
- 15 mai 1873 : ouverture du tronçon Caen - Flers ;
- 18 mai 1874 : ouverture du tronçon Flers - Domfront ;
- 21 septembre 1874 : ouverture du tronçon Domfront - Mayenne.